# Julie Gayet
Julie Gayetová (* 3. června 1972, Suresnes, Francie) je francouzská herečka a filmová producentka.
Je levicově zaměřená, ve francouzských prezidentských volbách v roce 2012 podporovala zvolení prezidenta Françoise Hollanda.

## Osobní život
V roce 2003 se Julie Gayet provdala za scenáristu Santiaga Amigorenu, ale o tři roky později se rozvedli. Mají spolu dvě děti.
V lednu 2014 vyšel najevo její poměr s prezidentem Hollandem, který pak ukončil vztah se svou dosavadní partnerkou Valérií Trierweilerovou.

## Ocenění
- Cena Romy Schneider (1997)

## Filmografie (část)
- Tři barvy: Modrá (1993)
- Malá apokalypsa (1993)
- Les Cent et une nuits de Simon Cinéma (1995)
- Sentimental Education (1998)
- Proč právě já? (1999)
- Zmatené vztahy (2000)
- Novo (2002)
- Má kamera a já (2002)
- Miláček Rita (2003)
- Obchod je obchod (2004)
- Klára a já (2004)
- Můj nejlepší přítel (2006)
- Polibek, prosím (2007)
- Znovu vstaň (2009)
- Tajemství tety Eleanory (2009; hlas)
- Svatební dort (2010)
- Santův učeň (2010; hlas)
- Praktický průvodce Bělehradem za zpěvu a slz (2011)
- Quai d'Orsay (2013)
- C'est quoi cette mamie?! (2019)